# Гарбузи
Гарбузи́ — село у Богодухівській міській громаді Богодухівського району Харківської області України.
- Поштове відділення: Степнянське

## Географія
Село Гарбузи знаходиться у верхів'ях балки Івани, притоки річки Івани. За 4 км розташоване село Івано-Шийчине.

## Історія
Село засноване в 1918 році.
12 червня 2020 року, відповідно до розпорядження Кабінету Міністрів України № 725-р «Про визначення адміністративних центрів та затвердження територій територіальних громад Харківської області», село увійшло до Богодухівської міської громади.
19 липня 2020 року, в результаті адміністративно-територіальної реформи та ліквідації Богодухівського району (1923—2020), село увійшло до складу новоутвореного Богодухівського району Харківської області.

## Населення

### Мова
Розподіл населення за рідною мовою за даними :
| Мова       | Кількість | Відсоток |
| ---------- | --------- | -------- |
| українська | 12        | 100%     |